# Venera Sanatulova
Venera Sanatulova es una deportista rusa que compitió en taekwondo. Ganó una medalla de plata en el Campeonato Europeo de Taekwondo de 1996 en la categoría de –47 kg.

## Palmarés internacional
| Campeonato Europeo | Campeonato Europeo   | Campeonato Europeo | Campeonato Europeo |
| Año                | Lugar                | Medalla            | Categoría          |
| ------------------ | -------------------- | ------------------ | ------------------ |
| 1996               | Helsinki (Finlandia) | Medalla de plata   | –47 kg             |